# Giovanni Gentile
Giovanni Gentile (Castelvetrano. Sicília, 29 de maig de 1875 – Florència, 15 d'abril de 1944) va ser un filòsof, pedagog i polític italià. Fou ministre d'Instrucció Pública del règim feixista italià.

## Formació i vida professional
Fill d'una família de classe mitjana de Sicília cursà l'educació secundària a Trapani. El 1895 esdevé alumne de la facultat de Filosofia i Lletres a Pisa. Allà coneix a Benedetto Croce que l'influirà vivament i amb qui van mantenir contactes i correspondència entre 1896 i 1923, sobre història, literatura, filosofia i sobre les causes de la decadència de la universitat italiana.
L'any 1897 Gentile obté una càtedra de filosofia al liceu d'educació secundària Mario Pagano, a Campobasso, i tres anys més tard al liceu Vittorio Emanuele de Nàpols.
Amb Benedetto Croce crearen, el 1903, la revista La Crítica. A les seves planes Gentile escriu sobre filosofia, mentre Croce ho farà de literatura i d'història.
Més tard, fou catedràtic de filosofia i pedagogia a les universitats de Palerm (1906 - 1914), de Pisa, (1914-1919) i finalment de Roma.
A Pisa, durant els anys de la primera Gerra Mundial, Gentile va concretant el seu compromís polític. Al costat de la seva tasca de professor trobem a l'intel·lectual militant que difon la seva visió a través dels diaris. Activitat que mantindrà de per vida. Aquestes reflexions durant la guerra i la postguerra són recollides a Guerra e fede (Nàpols 1919) i a Dopo la vittoria (Roma 1920). Són anys en què Gentile va elaborant la seva anàlisi sobre la història i evolució d'Itàlia que el portarà cada cop més a oposar-se al liberalisme i a la degeneració del parlamentarisme. Des de 1919 emprèn una decidida militància i exposa a la revista Politica, la idea de l'Estat-força que cal instaurar a Itàlia per superar la crisi de la postguerra.
Des de l'inici de guerra, Gentile s'implicà en el debat sobre la no intervenció i neutralitat que Itàlia manté, tot defensant l'entrada a la guerra. Creu que això portaria als italians a concloure el Risorgimento en un esforç comú capaç d'unir en una sola nació a tots els italians. Tot plegat el farà replantejar les seves idees i desplegar la seva teoria de l'actualisme. En aquesta direcció, l'any 1920, fundà el Giornalo critico della filosofia italiana.
Convertit en una rellevant personalitat de la dictadura, exercí una notable influència sobre la cultura i l'educació italiana durant els vint anys del règim feixista.
El 1922 Giovanni Gentile, encara com independent, va ser el ministre d'Instrucció Pública del primer govern de Benito Mussolini. Malgrat la brevetat del seu mandat, va emprendre una reforma educativa que en diversos aspectes va perdurar en el sistema educatiu italià més enllà de la dictadura.
Aquesta reforma escolar li aportà un notable reconeixement com l'intel·lectual més important del feixisme. Però les dificultats pràctiques i l'acostament de Mussolini a l'Església, plasmat al Concordat, feien difícil mantenir les idees de Gentile sobre la relació entre religió i estat. Giovanni Gentile, malgrat tot, va continuar sent una important figura intel·lectual del feixisme fins als anys quaranta.
Va promoure, el 1925, la creació de l'Institut Nacional de Cultura Feixista. Entre 1925 i 1938 esdevingué director científic de l'Enciclopèdia Italiana de l'Institut Treccani, del qual fou vicepresident entre 1933 a 1938. En la seva redacció on no dubtà a incorporar notables intel·lectuals no feixistes.
També el 1925, Gentile va encapçalar dues comissions de reforma constitucional que van ajudar a establir l'estat corporatiu del feixisme. També fou president del Gran Consell d'Educació Pública de l'Estat feixista (1926-28), i fins i tot formà part del poderós Gran Consell Feixista (1925-1929).
El 1928 es convertí en reial comissionat de la Scuola Normale Superiore de Pisa, i el 1932, en el seu director.
Participà en establir el requeriment del Jurament de Fidelitat al Feixisme de 1931 que provocà l'expulsió d'un grup de notables professors de la universitat italiana que es negaren a subscriure'l.
El 1930 esdevé vicepresident de la Universitat Bocconi. Dos anys més tard ingressà a la Reial Acadèmia Nacional de Lincei i també inaugurà l'Institut Italià d'Estudis Germànics, del qual fou president el 1934.
Giovanni Gentile va romandre lleial a Mussolini, malgrat les discrepàncies, fins i tot després de la caiguda del govern feixista el 1943. Va donar suport a l'establiment per Mussolini de la "República de Salò", un estat sota la tutela directa de l'Alemanya nazi ja en el seu tram final. Va acceptar un nomenament en aquest govern. Gentile va ser l'últim president de la Reial Acadèmia d'Itàlia (1943-1944).
Manifestà les seves desavinences amb determinades polítiques de la dictadura com ara les lleis racials. També sobre els acords de Laterà, signats l'any 1929 entre el règim de Mussolini i la Santa Seu. Tot i que ell havia definit el catolicisme com la forma d'espiritualitat dels italians. Així mateix sostingué una àmplia polèmica amb Cesare Maria De Vecchi, militar i ministre d'educació arran de la centralització i control de les universitats.
El 1934 el Vaticà va incloure obres seves a l'índex de llibres prohibits. També algunes de Benedetto Croce.
El 1944 un grup de partisans (resistents antifeixistes), liderats per Bruno Fanciullacci que fou una de les figures més conegudes de la resistència antifeixista i contra l'ocupació nazi, van matar Giovanni Gentile. Gentile, malgrat que defensava la laïcitat de l'Estat i de l'educació feixistes, es definia públicament com a catòlic amb una posició crítica. Com a tal fou enterrat dins l'església de Santa Croce a Florència.

## Filosofia
Giovanni Gentile és un dels més destacats representants del corrent filosòfic neoidealista que sorgeix principalment a la Itàlia de finals del segle xix fins ben entrada la meitat del segle xx. El neoidealisme italià combatrà frontalment el positivisme. Davant d'aquest, Gentile proposa un desplegament de l'espiritualisme.
Benedetto Croce escrigué de Gentile que "té l'honor d'haver estat el neohegelià més rigorós de tota la història de la filosofia occidental i el deshonor d'haver estat el filòsof oficial del feixisme a Itàlia"
Josep Ferreter Mora assenyalà "l'actualisme" com una de les aportacions més originals de Gentile i com aquesta teoria és exposada de manera més completa a la Teoria generale dello spirito come atto puro (1916). Allà s'afirma que "l'única realitat és la del pensar en la seva actualitat" i com Gentile anomena atto puro al pensament en tant que no pot objectivar-se, sinó que és el fonament de tota objectivitat "engendrada". El fet és el que es dona, l'acte és el que es fa. D'aquí que l'acte no ha d'entendre's com a realitat abstracta, si no com realitat eminentment concreta".(Teoria generale dello spirito come atto puro, I, 6),
Gentile qualifica la seva filosofia com a actualisme o idealisme real, ja que en ella l'única realitat veritable és el pur acte de "pensar que pensa", és a dir, la consciència de si mateix, en què es manifesta l'esperit que inclou tot el fet existent.
Assenyala que "la nostra doctrina, per tant, és la teoria de l'esperit com un acte que situa el seu objecte en una multiplicitat d'objectes i, en conjunt, resol la seva multiplicitat i objectivitat en la unitat del mateix subjecte. Teoria que elimina l'esperit de tots els límits de l'espai i del temps i de qualsevol condició externa; també fa impensable qualsevol multiplicació interna real, de manera que es pot dir que un moment propi està condicionat per moments previs; i, per tant, fa que la història no sigui el pressupòsit, sinó la realitat i la concreció d'actualitat espiritual, fundant així la seva llibertat absoluta". (Teoria generale dello spirito come atto puro, XVI).
Cal distingir l'actualisme de l'associació que hi fa el mateix Gentile amb el feixisme, ja que l'actualisme també va inspirar gran part de l'antifeixisme i d'altres corrents socials i polítics. L'actualisme és sobretot una filosofia de praxi i pot fonamentar diverses ideologies ben oposades. Més que l'actualisme, cal destacar el paper del culte de l'Estat, específic de Gentile, per explicar el vincle entre el pensament del filòsof i el règim feixista que ell serveix. Tant és així, que "gairebé tot el que Gentile havia ensenyat als seus alumnes a Palerm i Roma podia convertir-se en una guia per als joves militants del PCI. N'hi havia prou amb substituir les paraules "Estat feixista" per les paraules "partits comunistes" i l'operació esdevenia possible. El pensament com a acte pur donarà un sentit filosòfic al concepte de praxi en el moviment comunista".
Un altre element a tenir en compte en l'aportació gentiliniana és la noció d'Estat ètic. L'Estat ètic permet la llibertat d'una nació i pel mateix fet, la llibertat de cada individu. L'Estat ètic del qual parla Gentile no és cap altre que l'Esperit. L'Estat seria doncs l'activitat pràctica de l'Esperit i pel fet mateix seria l'Absolut. L'Estat és identificat amb l'Esperit, és immanent a l'individu. L'Estat és una entitat que transcendeix l'individu i que comporta limitar la seva llibertat, però és, també, l'expressió mateixa d'un moviment originari immanent a cada individu. Aquest moviment, aquesta dialèctica, és la societat transcendental.
La societat no és el resultat d'un contracte, d'una amalgama. No és inter homines però si in interior homine. L'Estat és l'expressió mateixa del caràcter universal de l'home demostrat per l'existència d'aquesta societat transcendental.
Per a Gentile, és justament el feixisme qui permet la realització d'aquest Estat ètic. Destinat a culminar el projecte inacabat del Risorgimento, el feixisme expressa la voluntat de reforçar la unitat, la cohesió de la nació.Aquesta concepció, en unir-se a la doctrina de l'actualisme, preconitza un antiintellectualisme que uneix pensament i acció.
El feixisme, per al filòsof sicilià, no és sols un sistema polític, més aviat és un sistema de vida; el seu sistema pot aportar solucions a totes les esferes de l'existència. En aquest sentit, el feixisme és també totalitari, perquè no es pot ser feixista en el carrer i no ser feixista en l'esfera personal. Aquesta visió, en definitiva, permet a Gentile creure que el feixisme portarà a un Estat que sigui prou universal per englobar-ho tot en ell i que pugui anomenar-se absolut.
Si es compara la teoria i realitat, alguns estudiosos fan notar la feblesa del posicionament polític de Gentile. Perquè, tot i que les seves justificacions són comprensibles en l'ideal, la realitat de la política i els plantejaments del Partit Nacional Feixista de Mussolini viciaven els principis fonamentals de l'actualisme i el plantejament de l'activitat creativa de l'Esperit.
La feble unió real de les més rellevants propostes filosòfiques de Gentile amb el feixisme, va fer que tinguessin projecció més enllà de l'anorreament d'aquest. El seu actualisme oferí una nova concepció de la subjectivitat transcendental i els seus vincles amb l'experiència. El neoidealisme gentilià, conjuntament amb l'aportació de Croce, construí una filosofia fidel a la tradició i l'esperit de l'humanisme que fou recollida pel conservadorisme democràtic, el cristianisme i el liberalisme a la segona meitat del segle xx.

## El compromís amb la cultura feixista
El feixisme fou un "moviment polític caracteritzat per la submissió total a un líder que concentra tots els poders, per l'exaltació del nacionalisme i per l'eliminació violenta de l'oposició política i social."

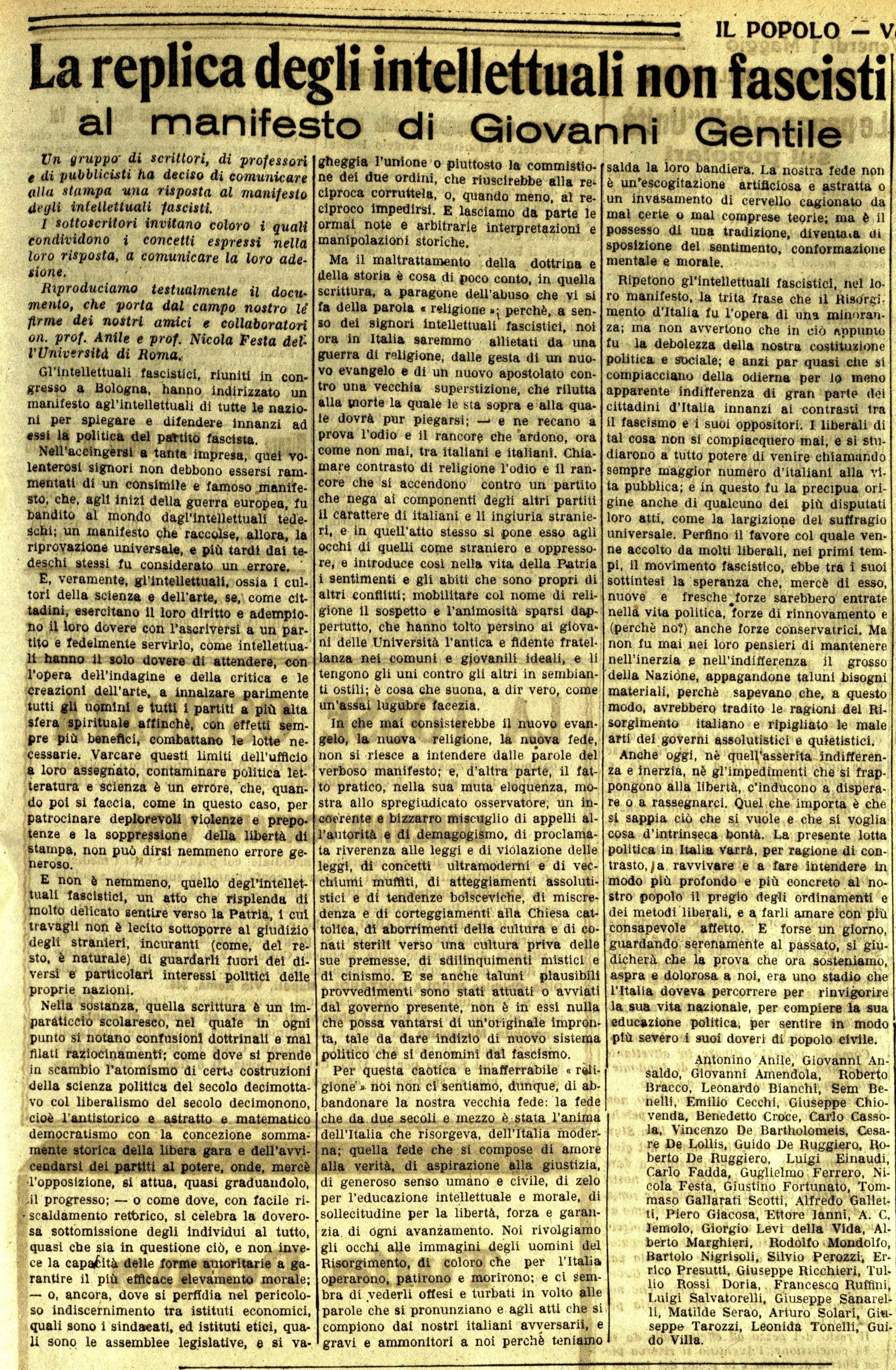
Rèplica al Manifesto degli intellettuali fascisti de Gentile redactada per Benedetto. Croce.

Com apunta Aranguren, Giovanni Gentile elaborà la teoria feixista de l'Estat totalitari "fent seva la doctrina hegeliana de l'Estat ètic com a instància suprema, imparcial, superclasista, capaç d'aconseguir la síntesi d'interessos entre proletariat i empresariat. S'afirma amb això la supremacia total de l'Estat" tot i que en realitat el feixisme fou "un estatisme més que estatalisme (ja que queden fora només la monarquia i l'Església), que en el pla de les relacions capital-treball es converteix en Estat corporatiu, una concepció regressiva, precapitalista i d'inspiració gremial".
El 1924 referint-se a la marxa feixista sobre Roma, Giovanni Gentile la veia com "la vindicació de la filosofia idealista", ja que el feixisme pensava "contra totes les ideologies del segle anterior: la democràcia, el socialisme, el positivisme i el racionalisme".
Un any després, el 1925, redactà el Manifesto degli intellettuali fascisti, el primer document, que aplegà el sector de la cultura que s'adherí al règim feixista impulsat per Mussolini. Gentile hi esbossà les bases polítiques i ideològiques de la naixent dictadura tot justificant les seves intervencions violentes i antiliberals. Presentant el feixisme com un possible motor de la regeneració moral i religiosa dels italians i com la culminació del Risorgimento.
Uns mesos més tard, es produí la resposta de Benedetto Croce, que confegí el Manifesto degli intellettuali antifascisti i amb ell la ruptura entre Croce i Gentile. Aquest manifest fou el darrer acte oficial del món cultural d'oposar-se a la dictadura de Mussolini. En un context on la a política cultural del feixisme s'orientava a reprimir el dissentiment a través de la censura prèvia de les publicacions i la supressió de la llibertat d'expressió a través de la persecució judicial i l'agressió física als opositors.
Giovanni Gentile assenyalava que el feixisme era com una mena de religió, ja que trametia "el sentiment religiós mercès a prendre's seriosament la vida, com culte rendit per tota l'ànima a la nació". Va escriure la primera part de La Dottrina del Fascismo text programàtic d'aquest partit en el qual figura com a autor únic Benito Mussolini, publicat com assaig a l'Enciclopèdia Italiana el 1932 (p. 847 a 884).

## L'aportació pedagògica de Gentile
Partint de corrent idealista hegelià, Gentile percep la persona com a formada principalment per l'esperit. El qual impulsa al perfeccionament com a persona i a desenvolupar la consciència moral i social.
Les propostes pedagògiques de Gentile es troben exposades principalment en tres obres: Sumari de Pedagogia com a ciència filosòfica (1912), La reforma de l'educació, discursos als mestres de Trieste (1919) i Preliminar a l'estudi de l'infant (1921). A través d'aquestes obres i d'altres sobre aspectes monogràfics podem comprendre el pensament educatiu de Gentile sobre la dialèctica entre l'autoritat del mestre i la llibertat de l'alumne, educació i instrucció moral, l'educació de les masses i l'elit, el corporativisme i l'individu i el seu bastiment filosòfic. També ens donen elements per capir com es va produir una desviació d'un model filosòfic idealista, i completament defensable, vers a una pràctica política feixista.
Per a Gentile l'educació és el desplegament del si mateix, per si mateix i en si mateix. Educar-se és un procés d'autoeducació. Un procés que és indispensable per la humanització de cada persona, que cal unir-lo necessàriament al seu desenvolupament social i moral. Conseqüentment no té en compte els aspectes psicològics i didàctics de la pedagogia que s'estan produint coetàniament.
Des del seu posicionament neoidealista, Gentile veu que el procés educatiu té lloc quan l'individu (tesi), en un enfrontament amb l'antítesi (mestre / coneixement), arriba a la seva maduresa educativa (síntesi). En el nivell secundari el procés està garantit per estudis filosòfics, gràcies a la seva capacitat per proporcionar instruments cognitius per a una lectura orgànica de la realitat. Al nivell elemental, on les ments són més joves i sense experiència, està garantit per l'art i la religió, formes de filosofia inferior.
En aquest enfocament gentilià, les ciències no tenen un paper formatiu reconegut, ja que Gentile les considera realitats purament tècniques i pràctiques. Són vistes com a la principal causa de la fragmentació del coneixement de la humanitat.
Aquesta concepció que Gentile aplica a la seva reforma de l'escola italiana comportava alguns entrebancs i conseqüències negatives com ara: les matemàtiques i les ciències reduïdes a coneixements tècnics; menyspreu vers el valor formatiu del racionalisme científic; la marginació de l'experiència estètica; disminució de l'estudi de les llengües modernes; la història reduïda a l'historicisme i la predisposició a cultivar un formalisme retòric que alimenti un conformisme generalitzat. De tota manera cal no confondre les propostes educatives de Gentile amb les modificacions que hi introduí posteriorment el govern feixista.
Gentile parteix de l'estreta unió entre pedagogia i filosofia. Així aplica a l'educació la seva doctrina de l'actualisme educatiu per tal de subratllar el seu caràcter "espiritual" i concret. La ciència, el coneixement, l'educació es troben a la ment de qui aprèn. Per tant, l'educador no és un estudiós que comunica coneixements, sinó un individu que aprèn aprenent, és a dir, vivint des de la seva pròpia cultura i no repetint-lo mecànicament com un pedant.

### La recepció de la pedagogia de Giovanni Gentile a Catalunya
El Noucentisme educatiu català s'interessà i s'inspirà en la pedagogia del Gentile de la primera etapa. En són alguns testimonis fets com que Eugeni d'Ors, el 1916, dedicà un dels seus "Cursos monogràfics d'alts estudis i d'intercanvi" a "La pedagogia de Giovanni Gentile". També com la revista Quaderns d'Estudi editada pel Consell de Pedagogia de la Mancomunitat de Catalunya, el 1923, incloïa a les seves planes "Reproduccions. Un parlament de Giovanni Gentile" on aquest exposava alguns elements de la seva reforma educativa.

## La Reforma Gentile
Giovanni Gentile és l'impulsor de la reforma del sistema escolar italià, promoguda pel primer govern de Mussolini, com a ministre d'Instrucció Pública entre 1922 i 1924.
L'anomenada "Reforma Gentile" era presidida per una voluntat de restauració i no pas d'innovació. Com afirmava el filòsof i pedagog sicilià, "l'Estat no es restaura si no es restaura l'escola. L'escola no es restaura si no es restaura la família". Els poders extraordinaris amb què es dotà aquell govern possibilitaren fer una profunda reforma per decret-llei. Obrant Gentile des de la idea que el govern era l'encarnació de l'Estat "eterna i immanent representació de la consciència de la nació".
El pla de Gentile per escometre la reforma era ben clar: 1. Reduir substancialment l'alumnat d'educació secundària que preparés els millors dotats humanament i acadèmica; 2. Expandir els instituts tècnics, que van ser adscrits als ministeris d'Economia i Treball, adreçades a formar els professionals i comandaments mitjans. 3. Establir un examen d'estat al final de l'escola elemental que condicionava el pas a secundària.
Gentile organitzà el sistema educatiu italià de manera piramidal, és a dir, dissenyat i dedicat als "millors" i dividit rígidament a nivell secundari en una branca clàssica-humanística per als futurs directius i una branca professional per a la resta gent.

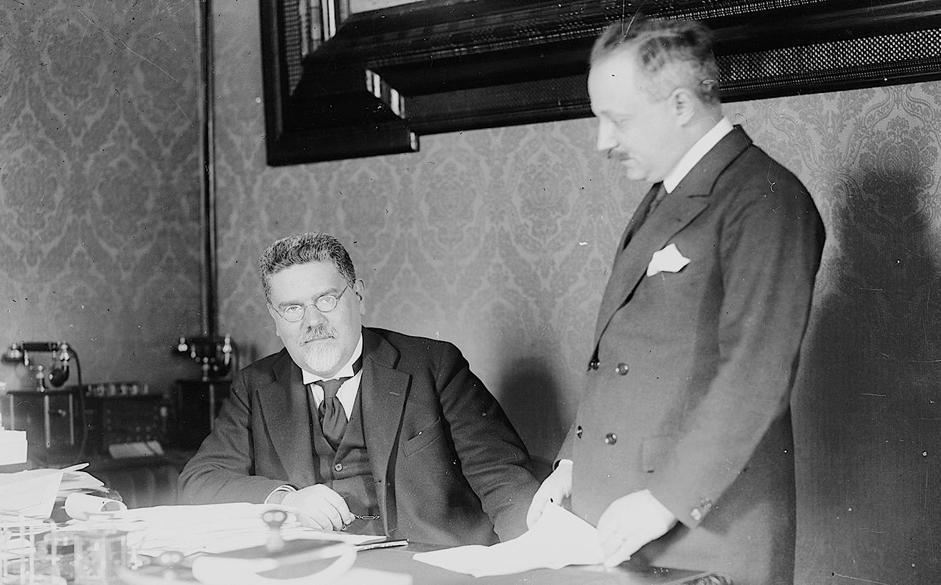
Giovanni Gentile essent ministre d'Instrucció Pública. Roma 1923

Cal fer una remarca a part de la reforma de l'escola elemental, l'escola per a la majoria, que va ser confiada a Giusepe Lombardo Radice. El qual havia d'afrontar, a més, l'alta cota d'analfabetisme.
Dissenyà Gentile per les noies un Liceo feminale, que no reeixí. Tampoc l'escola complementària creada per a l'alumnat que no podia seguir estudis a secundària.
La nova política reduccionista dels liceus despertà les protestes de les classes mitjanes urbanes i rurals, (que eren un destacat sustent del feixisme), ja que constituïa l'educació finalista per als seus fills..
Gentile, també, reinstaurà l'ensenyament religiós obligatori a l'escola elemental. Abordà la reforma i ampliació a tres anys de la formació del magisteri, qüestió que de molt de temps el preocupava.
Progressivament s'obria en el feixisme una nova etapa en la que l'idealisme moral de Gentile no hi tenia massa cabuda. Presentà la seva dimissió com a ministre el 1924, però continuà ostentant càrrecs d'influència política i social.
L'objectiu de la reforma Gentile és ben clarament elitista amb la intenció de constituir a Itàlia una sòlida "aristocràcia de l'esperit". També es volia edificar una escola de masses amb finalitats d'adoctrinament polític o social. Però, alhora, oferí possibilitats d'ascens socials per a les classes mitjanes.
La reforma educativa de Gentile i la posterior política escolar del feixisme limità l'expansió de l'Escola Nova a Itàlia, tret del mètode Montessori que comptà amb el suport del pedagog sicilià.
La Reforma Gentile despertà dures oposicions en el mateix moviment feixista que no compartia pas el model d'un humanisme liberal culte que la sustentava. Aquest model que era allunyat de la representació elemental d'un país fort que el feixisme volia transmetre. Per tant, des de 1924, es dugué a terme la seva revisió –l'anomenada política de retocs– un cop apartat Gentile i aprovat el concordat amb la Santa Seu. Aquest fet va acabar amb les oposicions. Revisió que culminà amb la Carta Escolar del 1939.

## Obres

### Filosòfiques
- L'atto del pensare come atto puro (1912).
- La riforma della dialettica hegeliana (1913).
- La filosofia della guerra (1914).
- La teoria generale dello spirito come atto puro (1916).
- I fondamenti della filosofia del diritto (1916).
- Sistema di logica come teoria del conoscere (1917-1922).
- Guerra e fede (1919).
- Dopo la vittoria (1920).
- Discorsi di religione (1920).
- Il modernismo e i rapporti tra religione e filosofia (1921).
- Frammenti di storia della filosofia (1926).
- La filosofia dell'arte (1931).
- Introduzione alla filosofia (1933).
- Genesi e struttura della società (póstumo, 1946).

### Historiogràfiques
- Delle commedie di Antonfrancesco Grazzini detto il Lasca (1895).
- Rosmini e Gioberti (1898).
- La filosofia di Marx (1899).
- Dal Genovesi al Galluppi (1903).
- Bernardino Telesio (1911).
- Studi vichiani (1914).
- Le origini della filosofia contemporanea in Italia (1917-1923).
- Il tramonto della cultura siciliana (1918).
- Giordano Bruno e il pensiero del Rinascimento (1920).
- Frammenti di estetica e letteratura (1921).
- La cultura piemontese (1922).
- Gino Capponi e la cultura toscana del secolo XIX (1922).
- Studi sul Rinascimento (1923).
- I profeti del Risorgimento italiano: Mazzini e Gioberti (1923).
- Bertrando Spaventa (1924).
- Manzoni e Leopardi (1928).
- Economia ed etica (1934).

### Pedagògiques
- L'insegnamento della filosofia nei licei (1900).
- Scuola e filosofia (1908).
- Sistema di pedagogia come scienza filosofica (1912).
- I problemi della scolastica e il pensiero italiano (1913).
- Il problema scolastico del dopoguerra (1919).
- La riforma dell'educazione (1920).
- Educazione e scuola laica (1921).
- La nuova scuola media (1925).
- La riforma della scuola in Italia (1932).

### Durant el període feixista
- Manifesto degli intellettuali del fascismo (1925).
- Che cos'è il fascismo (1925).
- Fascismo e cultura (1928).
- Origini e dottrina del fascismo (1929).
- La mia religione (1943).
- Discorso agli Italiani (1943).